# Pantertanter
Pantertanter (engelsk: The Golden Girls) var en amerikansk sitcom, der blev vist i 7 sæsoner på NBC i perioden 1985-1992. På dansk tv er den blevet sendt på TV3. Hovedrollerne blev spillet af Beatrice Arthur, Betty White, Rue McClanahan og Estelle Getty.
Serien handler om fire kvinder, der laver et oldekolle i Miami. Den vandt 14 Emmy Awards og 3 Golden Globes.

## Medvirkende
Hovedroller:
- Dorothy Zbornak: Beatrice Arthur
- Rose Nylund: Betty White
- Blanche Deveraux: Rue McClanahan
- Sophia Petrillo: Estelle Getty

Tilbagevendende personer:
- Stanley Zbornak: Herb Edelman
- Miles Webber: Harold Gould
- Onkel Angelo: Bill Dana
- Rebecca Deveraux: Debra Engle